# 井出有治
井出有治（1975年1月21日—），日本F1賽車車手，曾參加日本方程式，至2005年獲得駕駛F1的資格，加入了超級亞久里車隊，參加2006年的F1錦標賽。但僅參加了四場賽事，他的FIA超级驾驶执照即被吊銷。后回国参加日本国内比赛，现在是日本方程式的车手。

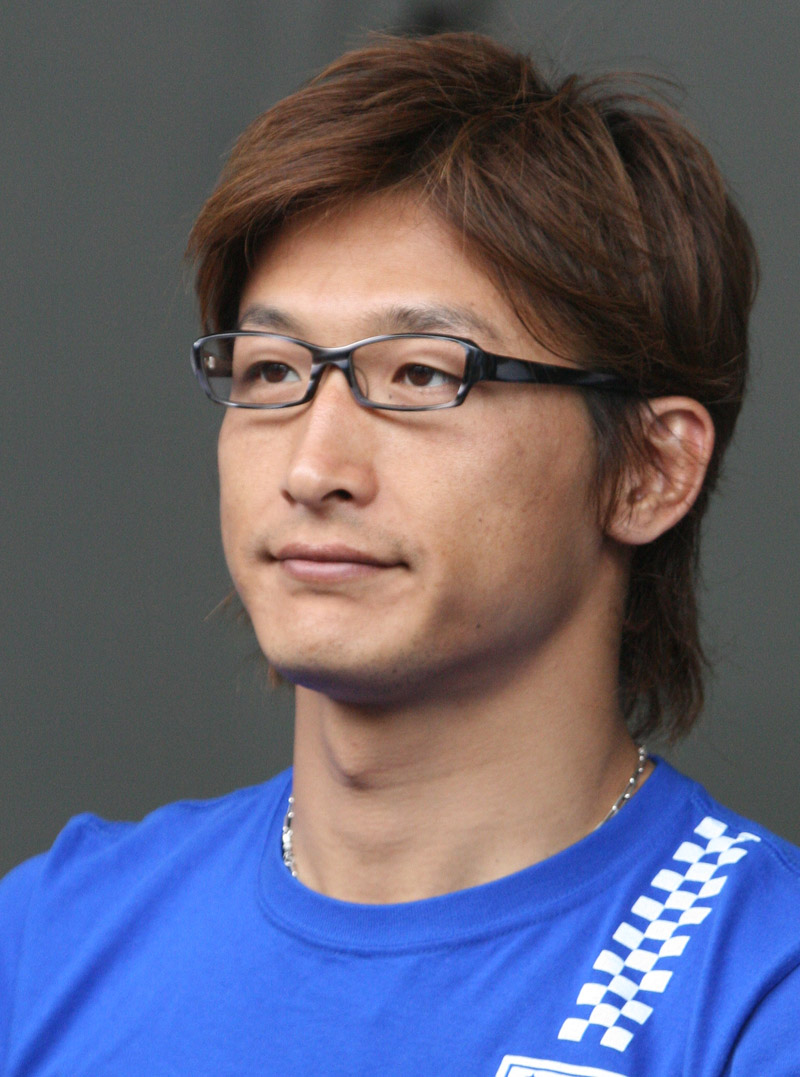
井出有治

## 早年
井出有治出生于日本埼玉县，1990年开始驾驶卡丁车，1994年起参加日本三级方程式锦标赛。此后数年，他参加了若干低级别的赛车比赛，其中获得了2000年日本三级方程式锦标赛亚军、2004年日本方程式（2013年后改制为日本超级方程式大奖赛）季军和2005年日本方程式亚军。

## F1车手
2006年，因超级亚久里希望组建一支“全日本血统”的车队，井出有治成为超级亚久里车队的一名车手，31岁的他也是F1最老的新秀。但由于英语能力不足，在與車隊通話時甚至需要依賴翻譯，因此也和车队配合存在问题。
在2006年巴林大奖赛的首秀，井出有治远远落后队友佐藤琢磨，未能完赛。在随后的2006年马来西亚大奖赛，他在33圈之后又一次退赛。
此后的2006年澳大利亚大奖赛排位赛，井出有治因阻挡巴里切罗而受到谴责，他在第一节排位赛的成绩甚至没有跑进107%时间。正赛中以第13名、被冠军套3圈的成绩完赛。
到了2006年圣马力诺大奖赛，井出有治在第一个弯就和阿尔伯斯相撞，导致阿尔伯斯赛车翻滚数圈，被迫退赛。井出有治也在第24圈退赛。车队CEO铃木亚久里表示，“他没有足够时间测试，因为他不理解怎样驾驶这台F1赛车”。
2006年5月10日，国际汽车联合会吊销了井出有治的FIA超级驾驶执照，其位置也被法國車手蒙塔尼替代。
在2009年11月的《F1赛事杂志》（F1 Racing Magazine）中，井出有治被评为“F1最糟糕的5位车手”之一。

## 离开F1后
2006年被吊销FIA超级驾照后，回到日本参加日本方程式和超级GT。在2006年超级GT500的第六场比赛（8月19-20日，铃鹿赛道）中，他因为撞击其他车手而被罚通过维修区，随即因无视此处罚而被黑旗罚下。但他无视黑旗，跑了几圈终于进了维修站，却又以超车的方式继续比赛，除取消资格外，还被罚款30万日元，引发了前所未有的丑闻。

## 相關網站
- 個人官網（页面存档备份，存于）